# Гедихиум
Гедихиум (лат. Hedychium) — род тропических травянистых растений семейства Имбирные (Zingiberaceae).
Научное латинское название рода происходит от двух древнегреческих слов, hedys — «сладкий» и chios  — «снег», что связано с ароматом белых цветков типового вида Hedychium coronarium.
Род включает около 100 видов, происходящих из Юго-Восточной Азии, произрастающих в естественной среде на территории Таиланда, Малайзии, Индонезии, Филиппин; встречающиеся в Южном Китае (18 видов эндемики Китая), Гималаях и на Мадагаскаре. Некоторые виды были натурализованы в других странах с подходящим климатом в Южной Африке, Южной Америке, на островах Тихого, Индийского и Атлантического океанов. Отдельные виды в некоторых регионах считаются инвазивными растениями.
Многолетние травы наземные или эпифитные, с клубневыми корневищами, высотой 120—180 см.
Ряд видов культивируются как декоративные из-за экзотической листвы и ароматных цветов.
Существует множество сортов для выращивания в открытом грунте в качестве садовых растений.